# Кубок Франції з футболу 2016—2017
Кубок Франції з футболу 2016–2017 — 100-й розіграш кубкового футбольного турніру у Франції. Титул здобув Парі Сен-Жермен.

## Календар
| Етап                           | Раунд       | Дата                        |                             |
| ------------------------------ | ----------- | --------------------------- | --------------------------- |
| Попередній етап (регіональний) | 1 Раунд     | Регіональні дати            | Регіональні дати            |
| Попередній етап (регіональний) | 2 Раунд     | Регіональні дати            | Регіональні дати            |
| Попередній етап (регіональний) | 3 Раунд     | 24 квітня - 11 вересня 2016 | 24 квітня - 11 вересня 2016 |
| Попередній етап (регіональний) | 4 Раунд     | 4 червня - 25 вересня 2016  | 4 червня - 25 вересня 2016  |
| Попередній етап (регіональний) | 5 Раунд     | 10 вересня - 16 жовтня 2016 | 10 вересня - 16 жовтня 2016 |
| Попередній етап (регіональний) | 6 Раунд     | 16-23 жовтня 2016           | 16-23 жовтня 2016           |
| Попередній етап (національний) | 7 Раунд     | 11-13 листопада 2016        | 11-13 листопада 2016        |
| Попередній етап (національний) | 8 Раунд     | 2-4 грудня 2016             | 2-4 грудня 2016             |
| Фінальний етап                 | 1/32 фіналу | 6-18 січня 2017             | 6-18 січня 2017             |
| Фінальний етап                 | 1/16 фіналу | 31 січня - 1 лютого 2017    | 31 січня - 1 лютого 2017    |
| Фінальний етап                 | 1/8 фіналу  | 28 лютого - 2 березня 2017  | 28 лютого - 2 березня 2017  |
| Фінальний етап                 | 1/4 фіналу  | 4-5 квітня 2017             | 4-5 квітня 2017             |
| Фінальний етап                 | Півфінали   | 25-26 квітня 2017           | 25-26 квітня 2017           |
| Фінальний етап                 | Фінал       | 27 травня 2017              | 27 травня 2017              |

## Регламент
Кубок Франції складається з двох етапів:
- відбіркового, який складається з шести регіональних етапів (перші два організовуються в кожному регіоні за своєю схемою для клубів регіональних ліг, наступні чотири організовуються в регіонах централізовано за участі клубів з національних аматорських і напівпрофесіональних ліг) та двох національних етапів (7-й і 8-й етап, з 7-го стартують клуби Ліги 2 та представники заморських територій);
- фінального, який починається з 1/32 фіналу — з цього раунду стартують клуби провідної Ліги 1.

## 1/32 фіналу
| Команда 1                                | Рахунок         | Команда 2                          |
| ---------------------------------------- | --------------- | ---------------------------------- |
| 6 січня 2017                             |                 |                                    |
| Авранш (3)                               | 3:1             | Лаваль (2)                         |
| Ле-Ерб'є (3)                             | 4:3             | Газелек (Аяччо) (2)                |
| Монако                                   | 2:1             | Аяччо (2)                          |
| 7 січня 2017                             |                 |                                    |
| Генгам                                   | 2:1             | Гавр (2)                           |
| Ле-Пуаре-сюр-Ві (6)                      | 3:1             | Вірі-Шатійон (4)                   |
| Кевії-Руан (Ле-Петі-Кевії) (3)           | 3:2             | Дрансі (4)                         |
| Бланьяк (6)                              | 0:1             | Ніор (2)                           |
| Бержерак (4)                             | 2:2 дч пен. 3:2 | Родео (Тулуза) (5)                 |
| Блуа (5)                                 | 1:2             | Нант                               |
| Гренобль (4)                             | 1:2             | Фрежус-Сен-Рафаель (4)             |
| Безансон ФК (5)                          | 0:3             | Нансі                              |
| Луан-Кюїзо (5)                           | 0:2             | Діжон                              |
| О-Ліонне (Помей) (6)                     | 0:0 дч пен. 3:4 | Серкль Атлетік (Бастія) (3)        |
| Лілль                                    | 4:1             | Ексельсіор (Сен-Жозеф) ( Реюньйон) |
| Сарргемін (5)                            | 2:1             | Реймс (2)                          |
| Парі Сен-Жермен                          | 7:0             | Бастія                             |
| Страсбур (2)                             | 4:2 дч          | Епіналь (3)                        |
| 8 січня 2017                             |                 |                                    |
| Сент-Женев'єв (Сент-Женев'єв-де-Буа) (5) | 0:3             | Кан                                |
| Лор'ян                                   | 2:1             | Ніцца                              |
| Тулуза                                   | 1:2 дч          | Марсель                            |
| Клермон (2)                              | 0:1             | Бордо                              |
| Осер (2)                                 | 4:2 дч          | Труа (2)                           |
| Ланс (2)                                 | 2:0             | Мец                                |
| Гранвіль (4)                             | 1:2             | Анже                               |
| Шатору (3)                               | 4:1             | По (3)                             |
| Біарріц (6)                              | 0:6             | Ренн                               |
| Істр (7)                                 | 1:3 дч          | Консола (Марсель) (3)              |
| Круа (4)                                 | 1:4             | Сент-Етьєн                         |
| Ліон                                     | 5:0             | Монпельє                           |
| 14 січня 2017                            |                 |                                    |
| Прі-ле-Мезьєр (5)                        | 2:1             | Фені-Онуа (5)                      |
| Люневіль (5)                             | 0:2             | Шамблі (3)                         |
| 18 січня 2017                            |                 |                                    |
| Флері (Флері-Мерожис) (4)                | 2:0             | Брест (2)                          |

## 1/16 фіналу
| Команда 1                      | Рахунок | Команда 2                 |
| ------------------------------ | ------- | ------------------------- |
| 31 січня 2017                  |         |                           |
| Кевії-Руан (Ле-Петі-Кевії) (3) | 3:0     | Консола (Марсель) (3)     |
| Ле-Пуаре-сюр-Ві (6)            | 0:1     | Страсбур (2)              |
| Сарргемін (5)                  | 0:3     | Ніор (2)                  |
| Лілль                          | 1:0     | Нант                      |
| Шатору (3)                     | 2:3 дч  | Лор'ян                    |
| Бордо                          | 2:1     | Діжон                     |
| Бержерак (4)                   | 2:0     | Ланс (2)                  |
| Марсель                        | 2:1 дч  | Ліон                      |
| 1 лютого 2017                  |         |                           |
| Фрежус-Сен-Рафаель (4)         | 1:0     | Прі-ле-Мезьєр (5)         |
| Авранш (3)                     | 1:0     | Флері (Флері-Мерожис) (4) |
| Ренн                           | 0:4     | Парі Сен-Жермен           |
| Серкль Атлетік (Бастія) (3)    | 2:0     | Нансі                     |
| Ле-Ерб'є (3)                   | 1:2 дч  | Генгам                    |
| Осер (2)                       | 3:0 дч  | Сент-Етьєн                |
| Анже                           | 3:1     | Кан                       |
| Шамблі (3)                     | 4:5 дч  | Монако                    |

## 1/8 фіналу
| Команда 1                      | Рахунок         | Команда 2       |
| ------------------------------ | --------------- | --------------- |
| 28 лютого 2017                 |                 |                 |
| Фрежус-Сен-Рафаель (4)         | 2:0             | Осер (2)        |
| Серкль Атлетік (Бастія) (3)    | 0:1             | Анже            |
| Бордо                          | 2:1             | Лор'ян          |
| 1 березня 2017                 |                 |                 |
| Кевії-Руан (Ле-Петі-Кевії) (3) | 1:2             | Генгам          |
| Марсель                        | 3:4 дч          | Монако          |
| Ніор (2)                       | 0:2             | Парі Сен-Жермен |
| Авранш (3)                     | 1:1 дч пен. 6:5 | Страсбур (2)    |
| 2 березня 2017                 |                 |                 |
| Бержерак (4)                   | 1:2             | Лілль           |

## 1/4 фіналу
| Команда 1              | Рахунок | Команда 2       |
| ---------------------- | ------- | --------------- |
| 4 квітня 2017          |         |                 |
| Монако                 | 2:1     | Лілль           |
| Фрежус-Сен-Рафаель (4) | 0:1     | Генгам          |
| 5 квітня 2017          |         |                 |
| Анже                   | 2:1     | Бордо           |
| Авранш (3)             | 0:4     | Парі Сен-Жермен |

## Півфінали
| Команда 1       | Рахунок | Команда 2 |
| --------------- | ------- | --------- |
| 25 квітня 2017  |         |           |
| Анже            | 2:0     | Генгам    |
| 26 квітня 2017  |         |           |
| Парі Сен-Жермен | 5:0     | Монако    |

## Фінал
| 27 травня 2017 22:00 (EEST) |

| Анже | 0:1      | Парі Сен-Жермен    |
| ---- | -------- | ------------------ |
|      | Протокол | Сіссоко 90+1' (аг) |

| Стад де Франс, Сен-Дені Глядачів: 78 000 Арбітр: Бенуа Бастьєн |